# Houpací prkno

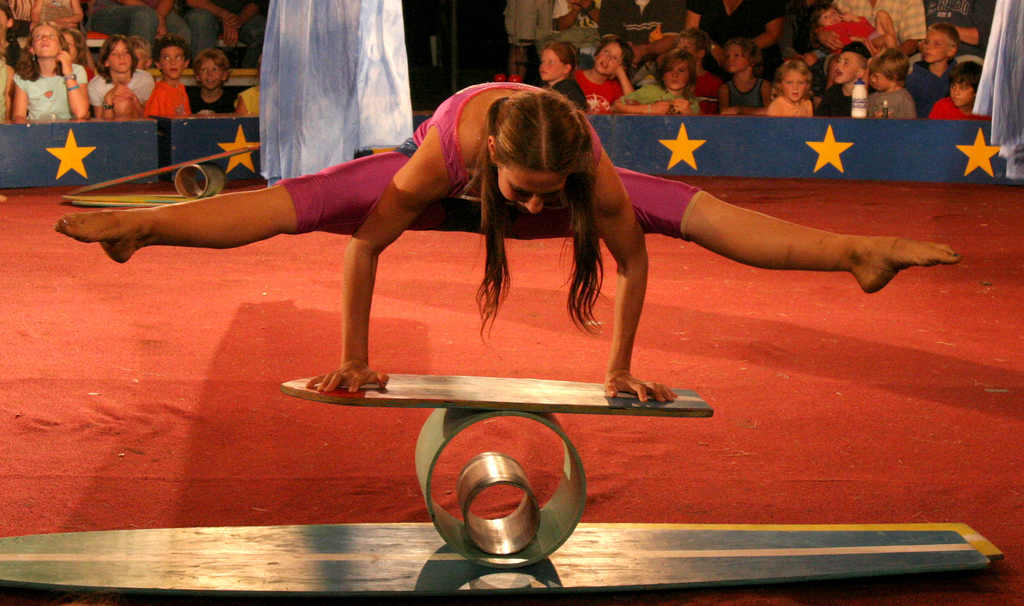
Ukázka rovnováhy na Rola Bola

Houpací prkno (anglicky rocker board), nebo Rola Bola (přesněji: Rola-Rola) je základní balanční pomůcka, zařízení užívané k cirkusovým vystoupením, pro relaxaci, trénink rovnováhy, atletický trénink, terapie a jiné druhy osobního rozvoje.
Jedná se o jednoduché ohnuté prkno, které se pohupuje po jedné ose. Díky jednoosému pohybu je prkno vhodné jak pro malé děti, tak pro starší lidi, kteří díky němu mohou nabírat zpět ztracené síly.

## Historie balančních prken
První balanční prkno vytvořil Stanley Washburn v roce 1953. Původně rekreační pomůcku si velmi rychle oblíbili lyžaři a surfaři pro jejich zdokonalování rovnováhy v předsezónním období. Postupem času si balanční prkna získala oblibu i u dalších sportovců v nejrůznějších výkonnostních kategoriích a sportovních odvětvích.

## Typy balančních prken
Balanční prkna se dají roztřídit do několika kategorií podle upevnění spodního oblého dílu a podle směrů, kterými se prkno může pohybovat.
|          | jednoosý pohyb         | dvouosý pohyb (360°) |
| -------- | ---------------------- | -------------------- |
| Upevněné | Houpací prkno (Rocker) | Wooble               |
| Volné    | Rocker roller          | Sphere and ring      |

Houpací prkna nabízí především obchody se sportovními potřebami a výrobny hraček. Na českém trhnu jej nabízí firmy Antonie&Emma, Houpee a Utukutu.